# Marcus Lindeen
Marcus Edward Folke Lindeen, född 19 juli 1980 i Barkåkra, Skåne, är en svensk regissör och dramatiker. 

## Biografi
Lindeen gick ut 2008 från Dramatiska institutets utbildning i regi för teater. Dessförinnan har han varit programledare för Sveriges Radio P3:s kulturprogram Flipper, arbetat med konstprogrammet Arty på SVT samt som journalist på bland annat Svenska Dagbladet.
Han gjorde hösten 2006 regidebut med Ångrarna på Stockholms stadsteater, en pjäs baserad på samtal mellan två män som båda ångrar sitt könsbyte. Dokumentärfilmen Ångrarna hade biopremiär 2010 och belönades med både en guldbagge och tv-priset kristallen för bästa dokumentär. Filmen fick också det prestigefulla Prix Europa för bästa europeiska tv-dokumentär i Berlin 2010. Våren 2012 satte han upp pjäsen Arkivet för orealiserbara drömmar och visioner på Stockholms Stadsteater. Föreställningen bygger på ratade och bortsorterade fragment från oinspelade filmmanus och anteckningsböcker av Ingmar Bergman.
I mars 2018 hade hans film The Raft (Flotten) premiär på CPH:DOX i Köpenhamn där den vann festivalens huvudpris. Scenografin till filmen har ställts ut som konstinstallation på Centre Pompidou i Paris 2017 och på Kunsthal Charlottenborg i Köpenhamn våren 2018.

## Film
- 2010 - Ångrarna Manus och regi.
- 2011 - Accidentes Gloriosos Manus och regi tillsammans med Mauro Andrizzi.[4]
- 2015 - Dear Director Manus och regi. (Kortfilm)
- 2018 - The Raft (Flotten) Manus och regi.

## Teater

### Regi
| År   | Produktion                                     | Upphovsmän                      | Teater                                   |
| ---- | ---------------------------------------------- | ------------------------------- | ---------------------------------------- |
| 2006 | Ångrarna                                       | Marcus Lindeen                  | Stockholms Stadsteater                   |
| 2008 | En annan kamp                                  | Marcus Lindeen                  | Kulturhuset                              |
| 2010 | Djur som dör                                   | Marcus Lindeen                  | Riksteatern                              |
| 2012 | Arkivet för orealiserbara drömmar och visioner | Ingmar Bergman / Marcus Lindeen | Stockholms Stadsteater                   |
| 2013 | En förlorad generation                         | Marcus Lindeen                  | Dramaten                                 |
| 2013 | Wild Minds                                     | Marcus Lindeen                  | Moderna Museet                           |
| 2017 | Wild Minds – Les rêveurs compulsifs            | Marcus Lindeen                  | Comédie de Caen                          |
| 2020 | L'Aventure invisible                           | Marcus Lindeen                  | Comédie de Caen Théâtre de Gennevilliers |